# Province dell'Indonesia
La provincia (in indonesiano provinsi o propinsi) è il primo livello amministrativo dell'Indonesia.

## Struttura
L'Indonesia è suddivisa in 38 province ognuna delle quali ha un proprio governo, a capo del quale vi è un governatore, e un proprio corpo legislativo. Governatori e rappresentanti degli organi provinciali sono eletti ogni cinque anni.
Le province sono a loro volta costituite da reggenze (kabupaten) e città (kota) che rappresentano il secondo livello amministrativo, e che a loro volta si dividono in distretti (kecamatan) e comuni o villaggi (desa o kelurahan).

## Geografia
Delle 38 province 5 hanno uno statuto speciale:
- Aceh, per l'uso della legge islamica (Shari'a) come proprio ordinamento provinciale
- Yogyakarta, perché governata con l'antico sistema monarchico
- Papua, suddivisa nel 2022 in 3 nuove province: Papua meridionale amministrata da Merauke, Papua centrale amministrata da Nabire e Papua Pegunungan amministrata da Wamena.
- Papua Occidentale
- Regione Speciale della Capitale Giacarta, provincia della capitale.

Le province sono ufficialmente raggruppate in 7 unità geografiche

## Elenco
| Stemma | Provincia                                | Nome indonesiano              | ISO   | Capitale       | Popolazione (2010) | Area (km²) | Unità geografica          | Città Kota | Reggenze Kabupaten | Distretti Kecamatan | Villaggi Desa/Kelurahan |
| ------ | ---------------------------------------- | ----------------------------- | ----- | -------------- | ------------------ | ---------- | ------------------------- | ---------- | ------------------ | ------------------- | ----------------------- |
|        | Aceh                                     | Aceh                          | ID-AC | Banda Aceh     | 4.486.570          | 57.956     | Sumatra                   | 4          | 19                 | 275                 | 6.420                   |
|        | Bali                                     | Bali                          | ID-BA | Denpasar       | 3.891.428          | 5.780      | Piccole Isole della Sonda | 1          | 8                  | 57                  | 698                     |
|        | Bangka-Belitung                          | Kepulauan Bangka Belitung     | ID-BB | Pangkal Pinang | 1.223.048          | 16.424     | Sumatra                   | 1          | 6                  | 43                  | 361                     |
|        | Banten                                   | Banten                        | ID-BT | Serang         | 10.644.030         | 9.662      | Giava                     | 4          | 4                  | 154                 | 1.530                   |
|        | Bengkulu                                 | Bengkulu                      | ID-BE | Bengkulu       | 1.713.393          | 84         | Sumatra                   | 1          | 9                  | 116                 | 1.442                   |
|        | Giava Centrale                           | Jawa Tengah                   | ID-JT | Semarang       | 32.380.687         | 40.800     | Giava                     | 6          | 29                 | 573                 | 8.577                   |
|        | Giava Occidentale                        | Jawa Barat                    | ID-JB | Bandung        | 43,021,826         | 35.377     | Giava                     | 9          | 17                 | 625                 | 5.827                   |
|        | Giava Orientale                          | Jawa Timur                    | ID-JI | Surabaya       | 37.476.011         | 47.799     | Giava                     | 9          | 29                 | 662                 | 8.502                   |
|        | Regione Speciale della Capitale Giacarta | Daerah Khusus Ibukota Jakarta | ID-JK | Giacarta       | 9.588.198          | 664        | Giava                     | 5          | 1                  | 44                  | 267                     |
|        | Gorontalo                                | Gorontalo                     | ID-GO | Gorontalo      | 1.038.585          | 11.257     | Sulawesi                  | 1          | 5                  | 65                  | 595                     |
|        | Isole Riau                               | Kepulauan Riau                | ID-KR | Tanjung Pinang | 1.685.698          | 8.201      | Sumatra                   | 2          | 5                  | 59                  | 331                     |
|        | Jambi                                    | Jambi                         | ID-JA | Jambi          | 3.088.618          | 50.058     | Sumatra                   | 2          | 9                  | 128                 | 1.319                   |
|        | Kalimantan Centrale                      | Kalimantan Tengah             | ID-KT | Palangkaraya   | 2.202.599          | 153.564    | Kalimantan                | 1          | 13                 | 120                 | 1.439                   |
|        | Kalimantan Meridionale                   | Kalimantan Selatan            | ID-KS | Banjarmasin    | 3.626.119          | 38.744     | Kalimantan                | 2          | 11                 | 151                 | 1.973                   |
|        | Kalimantan Occidentale                   | Kalimantan Barat              | ID-KB | Pontianak      | 4.496.855          | 147.307    | Kalimantan                | 2          | 12                 | 175                 | 1,777                   |
|        | Kalimantan Orientale                     | Kalimantan Timur              | ID-KI | Samarinda      | 3.550.586          | 204.534    | Kalimantan                | 4          | 10                 | 136                 | 1.404                   |
|        | Kalimantan Settentrionale                | Kalimantan Utara              | ID-KU | Tanjung Selor  | 738.163            | 71.177     | Kalimantan                | 1          | 4                  |                     |                         |
|        | Lampung                                  | Lampung                       | ID-LA | Bandar Lampung | 7.596.115          | 34.623     | Sumatra                   | 2          | 12                 | 206                 | 2.358                   |
|        | Maluku                                   | Maluku                        | ID-MA | Ambon          | 1.531.402          | 46.914     | Isole Molucche            | 2          | 9                  | 76                  | 898                     |
|        | Maluku Settentrionale                    | Maluku Utara                  | ID-MU | Sofifi         | 1.035.478          | 31.982     | Isole Molucche            | 2          | 7                  | 109                 | 1.041                   |
|        | Nusa Tenggara Occidentale                | Nusa Tenggara Barat           | ID-NB | Mataram        | 4.496.855          | 18.572     | Piccole Isole della Sonda | 2          | 8                  | 116                 | 913                     |
|        | Nusa Tenggara Orientale                  | Nusa Tenggara Timur           | ID-NT | Kupang         | 4.679.316          | 48.718     | Piccole Isole della Sonda | 1          | 20                 | 286                 | 2.775                   |
|        | Papua                                    | Papua                         | ID-PA | Jayapura       | 1.035.000          | 82.681     | Nuova Guinea Occidentale  | 1          | 8                  |                     |                         |
|        | Papua Occidentale                        | Papua Barat                   | ID-PB | Manokwari      | 760.855            | 97.024     | Nuova Guinea Occidentale  | 0          | 7                  |                     |                         |
|        | Papua sud-occidentale                    | Papua Barat Daya              | ID-PD | Sorong         | 621.904            | 39.123     | Nuova Guinea Occidentale  | 1          | 5                  |                     |                         |
|        | Papua Pegunungan                         | Papua Pegunungan              | ID-PE | Wamena         | 1.430.500          | 51.213     | Nuova Guinea Occidentale  | 0          | 8                  |                     |                         |
|        | Papua meridionale                        | Papua Selatan                 | ID-PS | Merauke        | 522.000            | 117.849    | Nuova Guinea Occidentale  | 0          | 4                  |                     |                         |
|        | Papua centrale                           | Papua Tengah                  | ID-PT | Nabire         | 1.431.000          | 61.063     | Nuova Guinea Occidentale  | 0          | 8                  |                     |                         |
|        | Riau                                     | Riau                          | ID-RI | Pekanbaru      | 5.543.031          | 87.023     | Sumatra                   | 2          | 10                 | 153                 | 1.500                   |
|        | Sulawesi Centrale                        | Sulawesi Tengah               | ID-ST | Palu           | 2.633.420          | 61.841     | Sulawesi                  | 1          | 10                 | 147                 | 1.712                   |
|        | Sulawesi Meridionale                     | Sulawesi Selatan              | ID-SN | Makassar       | 8.032.551          | 46.717     | Sulawesi                  | 3          | 20                 | 301                 | 2.874                   |
|        | Sulawesi Occidentale                     | Sulawesi Barat                | ID-SR | Mamuju         | 1.158.336          | 16.787     | Sulawesi                  | 0          | 5                  | 66                  | 564                     |
|        | Sulawesi Settentrionale                  | Sulawesi Utara                | ID-SA | Manado         | 2.265.930          | 13.851     | Sulawesi                  | 4          | 11                 | 150                 | 1.510                   |
|        | Sulawesi Sudorientale                    | Sulawesi Tenggara             | ID-SG | Kendari        | 2.230.569          | 38.067     | Sulawesi                  | 2          | 10                 | 199                 | 1.843                   |
|        | Sumatra Meridionale                      | Sumatra Selatan               | ID-SS | Palembang      | 7.446.401          | 91.592     | Sumatra                   | 4          | 11                 | 217                 | 2.869                   |
|        | Sumatra Occidentale                      | Sumatra Barat                 | ID-SB | Padang         | 4.845.998          | 42.012     | Sumatra                   | 7          | 12                 | 169                 | 964                     |
|        | Sumatra Settentrionale                   | Sumatra Utara                 | ID-SU | Medan          | 12.985.075         | 72.981     | Sumatra                   | 8          | 25                 | 408                 | 5.649                   |
|        | Yogyakarta                               | Daerah Istimewa Yogyakarta    | ID-YO | Yogyakarta     | 3.452.390          | 3.133      | Giava                     | 1          | 4                  | 78                  | 438                     |